# Jean Negulesco

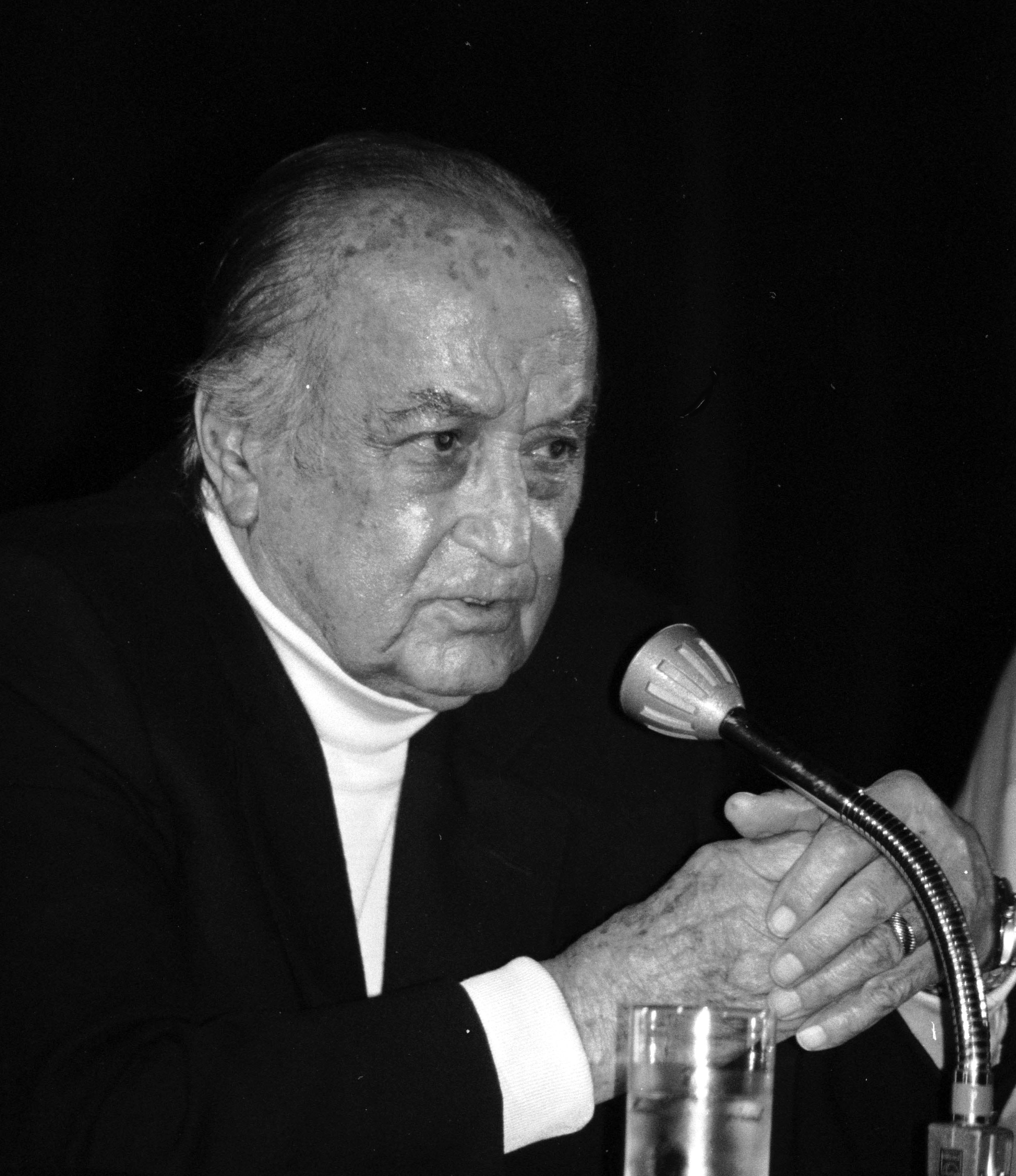
Jean Negulesco (1986).

Jean Negulesco, nato Ioan Negulescu (Craiova, 26 febbraio 1900 – Marbella, 18 luglio 1993), è stato un regista, sceneggiatore, attore e produttore cinematografico rumeno naturalizzato statunitense.

## Biografia
Nato a Craiova, in Romania, si trasferì appena quattordicenne a Parigi per seguire corsi di pittura. Dopo esser vissuto in vari paesi europei, verso la fine degli anni venti stabilì la sua residenza a Hollywood, dove iniziò a lavorare come sceneggiatore, montatore ed aiuto alla regia di vari direttori fra cui Norman Taurog e Rouben Mamoulian. Nel 1934 codiresse con Harlam Thomson Il tempio del dottor Lamar (1934), ma solo nel 1941 firmò il suo primo film in solitario di un certo rilievo, La donna di Singapore (1941).
Fra la seconda metà degli anni quaranta e la prima metà degli anni cinquanta raggiunse l'apice del successo dirigendo una serie di film di buona fattura, ma allo stesso tempo molto popolari presso il grande pubblico americano e internazionale. Fra questi, si ricordano L'idolo cinese (1946), Perdutamente (1947), Titanic (1953), Come sposare un milionario (1953), Tre soldi nella fontana (1954). Ritiratosi nel 1970 dalla regia cinematografica, morì per un attacco cardiaco in Spagna, a Marbella, ed è sepolto  nel cimitero della città andalusa.

## Filmografia parziale

### Regista
Film
- Il tempio del dottor Lamar (Kiss and Make-Up), co-regia con Harlan Thompson (1934)
- Those Good Old Days (1941)
- La donna di Singapore (Singapore Woman) (1941)
- Roaring Guns (1944)
- I cospiratori (The Conspirators) (1944)
- La maschera di Dimitrios (The Mask of Dimitrios) (1944)
- Una luce nell'ombra (Nobody Lives Forever) (1946)
- L'idolo cinese (Three Strangers) (1946)
- Perdutamente (Humoresque) (1946)
- Disperato amore (Deep Valley) (1947)
- I quattro rivali (Road House) (1948)
- Johnny Belinda (1948)
- Un monello alla corte d'Inghilterra (The Mudlark) (1950)
- ...e la vita continua (Three Came Home) (1950)
- La sua donna (Under my Skin) (1950)
- Strada proibita (Forbidden Street) (1950)
- La rivolta di Haiti (Lydia Bailey (1952)
- Prigionieri della palude (Lure of the Wildernesse) (1952)
- Telefonata a tre mogli (Phone Call from a Stranger) (1952)
- La giostra umana (Henry's Full House) (1952)
- Titanic (1953)
- Come sposare un milionario (How to Marry a Millionaire) (1953)
- L'orfana senza sorriso (Scandal at Scourie) (1953)
- Tre soldi nella fontana (Three Coins on the Fountain) (1954)
- Il mondo è delle donne (Woman's World) (1954)
- Le piogge di Ranchipur (The Rains of Ranchipur) (1955)
- Papà Gambalunga (Daddy Long Legs) (1955)
- Il ragazzo sul delfino (Boy on a Dolphin) (1957)
- Un certo sorriso (A Certain Smile) (1958)
- Dono d'amore (The Gift of Love) (1958)
- Donne in cerca d'amore (The Best of Everything (1959)
- Il marito latino (Count Your Blessings) (1959)
- Jessica (1962)
- Mentre Adamo dorme (The Pleasure Seekers) (1964)
- Hello Goodbye (Hello Goodby) (1970)
- 6 dannati in cerca di gloria (The Invincible Six) (1971)

Cortometraggi
- Il passo della morte (1936)
- Alice in Movieland (1940)
- The Flag of Humanity (1940)
- Joe Reichman and His Orchestra (1940)
- Henry Busse and His Orchestra (1940)
- Skinnay Ennis and His Orchestra (1941)
- The Dog in the Orchard (1941)
- Jan Garber and His Orchestra (1941)
- Cliff Edwards and His Buckaroos (1941)
- Freddie Martin and His Orchestra (1941)
- Marie Green and Her Merry Men (1941)
- Hal Kemp and His Orchestra (1941)
- Those Good Old Days (1941)
- University of Southern California Band and Glee Club (1941)
- Carioca Serenaders (1941)
- At the Stroke of Twelve (1941)
- The Gay Parisian (1941)
- Carl Hoff and His Orchestra (1942)
- The Playgirls (1942)
- Grandfather's Follies (1944)
- South American Sway (1944)

### Sceneggiatore
- Avventura a Vallechiara o Noi e... la gonna (Swiss Miss), regia di John G. Blystone, Hal Roach (1938)

### Produttore
- Jessica, regia di Jean Negulesco (1962)